# 사샤 슬론
사샤 알렉스 슬론(Sasha Alex Sloan, 1995년 3월 11일 ~ )은 러시아계 미국의 싱어송라이터이다.

## 음반 목록

### EP
- Sad Girl (2018)
- Loser (2018)
- Self Portrait (2019)